# ビセンチ・デ・リマ
ビセンチ・デ・リマ（Vicente Lenílson de Lima、1977年6月4日 - ）は、ブラジルの陸上競技選手。短距離を専門とする選手で、2000年シドニーオリンピックの銀メダリスト、2008年北京オリンピックの銅メダリストである。リオグランデ・ド・ノルテ州クライスノボス出身。

## 経歴
リマは、1997年のアテネで開催された世界選手権では、4×100mリレーのブラジル代表として出場。予選では第1走者として、38秒31の南米新記録を樹立し全体のトップで準決勝に進出。準決勝でも、38秒17と連続南米新記録を樹立。第2組4位、全体の5位で決勝に進出。しかし、決勝では、38秒48と遅れ、6位に終わった。1999年のセビリアの世界選手権では100mのみに出場。一次予選は突破したものの、二次予選では7位に終わり準決勝に進出することはできなかった。
2000年シドニーオリンピックでは100mと4×100mリレーに出場。100mでは二次予選10秒28で5位となり準決勝に進むことはできなかったが、4×100mリレーでは、エジソン・リベイロ、アンドレ・ダ・シルバ、クラウディネイ・ダ・シルバとともに、37秒90の南米新記録でアメリカに次いで銀メダルを獲得した。
2003年の世界室内選手権の60mの予選において、6秒63の南米新記録を樹立したものの、準決勝で敗退。同年8月にパリで行われた世界選手権の4×100mリレーに出場し、38秒26で、アメリカ、イギリスに次いで3位となる。しかし、後にイギリスのドウェイン・チェンバースの薬物違反が発覚し、繰り上がりの銀メダルとなった。
2004年アテネオリンピックでも100mと4×100mリレーに出場。100mは準決勝に進出したものの、10秒28で最下位の8位に終わる。また、4×100mリレーは決勝に進出したものの、38秒67で最下位に終わっている。
2006年の世界室内陸上の60mでは、予選、準決勝と6秒60の南米新記録を樹立。しかし決勝は6秒62で7位に終わっている。翌2007年の大阪で開催された世界選手権は、100mでは二次予選で敗れたものの、4×100mリレーでは決勝に進出。37秒99の好タイムを出したものの、3位のイギリスに100分の9秒及ばず4位となりメダルを逃した。
リマは、2008年北京オリンピックに出場。3大会連続となる当大会でも100mと、4×100mリレーに出場した。100mはこの大会も二次予選止まりとなるが、4×100mリレーでは決勝に進出。アメリカ、イギリスなど多くの有力国がミスにより失格し、2大会ぶりのメダル獲得に期待が高まったが、決勝では3位の日本に100分の9秒及ばず、前年の世界選手権に続いて4位に終わった。しかしその後、このレースで金メダルを獲得していたジャマイカチームのネスタ・カーターのドーピング検体の再検査で禁止薬物の陽性反応を示したため、2017年に銅メダルに繰り上げとなっている。

## 自己ベスト
- 100m - 10秒13 （2004年）
- 200m - 20秒39 （2004年）
- 60m（室内） - 6秒58 （2008年）

## 主な実績
| 年   | 大会                   | 場所                       | 種目    | 結果      | 記録   |
| ---- | ---------------------- | -------------------------- | ------- | --------- | ------ |
| 1997 | 世界陸上選手権         | アテネ(ギリシャ)           | 4×100mR | 6位       | 38秒48 |
| 1999 | 世界陸上選手権         | セビリヤ(スペイン)         | 100m    | 7位（qf） | 10秒36 |
| 2000 | オリンピック           | シドニー(オーストラリア)   | 100m    | 5位（qf） | 10秒28 |
| 2000 | オリンピック           | シドニー(オーストラリア)   | 4×100mR | 2位       | 37秒90 |
| 2003 | 世界陸上選手権         | パリ(フランス)             | 4×100mR | 2位       | 38秒26 |
| 2004 | オリンピック           | アテネ(ギリシャ)           | 100m    | 8位（sf） | 10秒28 |
| 2004 | オリンピック           | アテネ(ギリシャ)           | 4×100mR | 8位       | 38秒67 |
| 2007 | パンアメリカン競技大会 | リオデジャネイロ(ブラジル) | 4×100mR | 1位       | 38秒81 |
| 2006 | 世界室内陸上競技選手権 | モスクワ(ロシア)           | 60m     | 7位       | 6秒62  |
| 2007 | 世界陸上選手権         | 大阪(日本)                 | 100m    | 6位（qf） | 10秒38 |
| 2007 | 世界陸上選手権         | 大阪(日本)                 | 4×100mR | 4位       | 37秒99 |
| 2008 | 世界室内陸上競技大会   | バレンシア(スペイン)       | 60m     | 5位       | 6秒60  |
| 2008 | オリンピック           | 北京(中国)                 | 100m    | 7位（qf） | 10秒31 |
| 2008 | オリンピック           | 北京(中国)                 | 4×100mR | 3位       | 38秒24 |

- sfは準決勝、qfは二次予選